# EMUI
EMUI (początkowo występował pod pełną nazwą Emotion UI) – interfejs użytkownika instalowany w formie nakładki na system Android w telefonach firmy Huawei oraz dawniej jej byłej submarki, Honor. Interfejs po raz pierwszy zaprezentowano na berlińskich targach IFA w sierpniu 2012 roku. Początkowo dostępny w wersji testowej wyłącznie w języku chińskim, w końcu tego roku pojawił się również w wersji angielskiej, a od tego czasu został przetłumaczony na wiele innych języków, w tym polski.
Jednym z pierwszych aparatów telefonicznych wyposażonych fabrycznie w tę nakładkę był zaprezentowany w październiku 2012 Huawei Honor 2. Posiadał on interfejs Emotion UI w wersji 1.5 oparty na systemie operacyjnym Android 4.0. Niemal równolegle z nim zaprezentowano również telefony Huawei Ascend P1, Ascend P1E i Honor 1 w wersji z nakładką.
Pod względem rozwiązań ergonomicznych projektanci nakładki wzorowali się na systemie iOS instalowanym w telefonach iPhone: zamiast szuflady czy menu z aplikacjami, ikony wszystkich znajdują się na ekranie głównym urządzenia, można też grupować je w foldery; odinstalowywanie programów również odbywa się poprzez usunięcie ikony aplikacji z ekranu głównego. Wprowadzono także prostokątne powiadomienia oraz zbliżone do znanego z iPhone′ów centrum powiadomień na ekranie blokady. Wygląd aplikacji firmy Apple imituje także szereg aplikacji natywnych dla telefonów Huawei, na przykład program sterujący aparatem fotograficznym. Od pierwszych wersji recenzenci podkreślali także, że nakładka oferuje o wiele więcej możliwości dostosowania wyglądu systemu operacyjnego niż w niezmienionym Androidzie, a także że została stworzona z myślą o nowych użytkownikach, niezaznajomionych jeszcze z interfejsem aparatów telefonicznych wyposażonych w ten system operacyjny.
Częścią nakładki są także aplikacje dla telefonów Huawei, umożliwiające m.in. przechowywanie danych w chmurze czy obsługę profili użytkownika.